# Stara čaršija, Skopje
Stara čaršija (makedonsko Стара чаршија, albansko Çarshia e Vjetër; turško Eski Çarşı ali Üsküp Türk Çarşısı) je bazar v Skopju v Severni Makedoniji. Je na vzhodnem bregu reke Vardar in se razteza od Kamnitega mostu do Bit-Pazarja in od Skopske trdnjave do reke Serave. Stara čaršija spada predvsem v meje občine Čair, vendar je del tudi v občini Centar. Kot eden najstarejših in največjih trgov na Balkanu je bilo trgovsko in trgovsko središče Skopja vsaj od 12. stoletja.
Najzgodnejši znani viri, ki opisujejo obstoj trgovske četrti na ozemlju čaršije, segajo v 12. stoletje. Med osmansko vladavino Skopja se je Stara čaršija hitro razvila in postala glavno trgovsko središče mesta. O osmanski zgodovini čaršije med drugimi stavbami in spomeniki priča približno trideset mošej, številni karavanseraji in hani. Čaršija je bila močno poškodovana zaradi potresa leta 1555, požiga mesta leta 1689, potresa leta 1963 pa tudi med prvo in drugo svetovno vojno in se je po teh dogodkih soočala z različnimi obnovami.
Poleg pomena kot tržnice je Stara čaršija znana po svojih kulturnih in zgodovinskih vrednostih. Čeprav prevladuje osmanska arhitektura, so vidni tudi ostanki bizantinske arhitekture, medtem ko so nedavne rekonstrukcije privedle do uporabe elementov, značilnih za moderno arhitekturo. Stara čaršija je še vedno dom več aktivnih mošej, türbe, dveh cerkva in stolpa z uro, ki skupaj s stavbama Muzeja Republike Severne Makedonije in Muzeja moderne umetnosti tvorijo jedro sodobne čaršije.
V zadnjih letih se povečuje zanimanje, da čaršija postane turistična atrakcija. 13. oktobra 2008 je makedonski parlament sprejel zakon, s katerim je Staro čaršijo prepoznal kot kulturno dediščino posebnega pomena za državo, ki jo je treba trajno zaščititi. V začetku leta 2010 je makedonska vlada začela projekt za revitalizacijo Stare čaršije, ki vključuje obnovo več objektov in si prizadeva za nadaljnji gospodarski in kulturni razvoj mesta.

## Zgodovina
Machiel Kiel je izvajal sodobno arhitekturno raziskavo Stare čaršije pred potresom v Skopju leta 1963.

### Zgodnje obdobje
Najzgodnejše znane arheološke najdbe, odkrite na trdnjavi Kale, pričajo, da je bila okolica naseljena že od leta 4000 pred našim štetjem, medtem ko najzgodnejša zgodovinska dejstva omenjajo Peonijce kot prvo ljudstvo, ki se je naselilo na tem območju.
Po padcu mesta Scupi pod rimsko oblast so bile v mestu zgrajene številne rimske stavbe, kot so templji, terme in gledališča, ki so ga pozneje promovirale kot pomembno versko in kulturno središče v Rimskem cesarstvu.
Leta 518 je Scupi močno prizadel uničujoč potres, zaradi česar je bizantinski cesar Justinijan I. moral obnoviti novo prestolnico, ki je bila oddaljena od uničenega mesta. Kljub temu se je lokalno prebivalstvo naselilo na hribovitem območju, kjer je kasneje cesar Justinijan ukazal zgraditi trdnjavo Kale.
V času vladavine kralja Samuela je Skopje dobilo poseben strateški, politični, gospodarski in kulturni pomen, tako da so okolico Kale obzidali z obrambnim obzidjem, da bi ohranili zaklade, ki so bili prisotni v naselju. Takrat so bila vrata z imenom "Vrata Vodni stolp", ki so bila zgrajena z namenom obrambe mesta pred zaporednimi napadi bizantinskega cesarja Bazilija II. leta 1001.

### Srednji vek

#### Bizantinska vladavina
Po padcu Prvega bolgarskega cesarstva pod bizantinsko oblast leta 1018 je cesar Bazilij II. Skopje spremenil v glavno mesto teme in škofovski sedež, katerega škof je bil izvoljen za štiriletni mandat. Po Bazilijevi smrti se je njegov naslednik Roman III. Argir lotil dejavnosti za obnovo samostana sv Jurija, ki je bil na mestu, kjer je danes mošeja sultana Murata. Pravijo, da je bil samostan takrat eden najuglednejših in okrašenih samostanov na večjem delu Balkana.
S prihodom rodbine Komnenov na oblast v začetku 12. stoletja je mesto živelo razmeroma mirno obdobje in doživelo velik razvoj. Razvoju je sledila gradnja obzidij in obrambnih stolpov okoli Dolengrada, samostanov in cerkva. Močan razvoj je pripomogel, da je mesto zavzelo položaj pomembnega trgovskega središča, ki so ga obiskovali trgovci iz mnogih drugih krajev, kot sta Dubrovnik in Beneška republika.

#### Srbska vladavina
Leta 1282 je srbski kralj Stefan Uroš II. Milutin osvojil Skopje, mesto je postalo del Raške in kasneje znotraj srednjeveške srbske države. Za to obdobje je značilna gradnja številnih cerkva, samostanov in palač v mestu in okolici. Med bivanjem v Skopju v letih 1299 in 1300 je bizantinski odposlanec Teodor Metohit zabeležil, da poleg Gorengrada obstaja še Dolengrad, ki je bil zaščiten z obzidjem.
Kralj Štefan Dušan je leta 1345 Skopje razglasil za prestolnico Srbskega cesarstva. Naslednje leto so ga v Skopju okronali za kralja. V tem času je bilo območje čaršije posebno nakupovalno središče, vendar je mesto na splošno veljalo za glavno trgovsko središče z razvito obrtjo, kjer so imeli posebno vlogo trgovci iz Dubrovnika in Beneške republike. Poleg tega je možno, da je bila današnja mošeja sultana Murata točno na mestu, kjer je bila Dušanova kraljeva palača.
Po smrti Štefana Dušana je bilo mesto pod srbsko oblastjo do leta 1385, ko se je Vuk Branković predal Osmanom in je Skopje postalo del Osmanskega cesarstva.

### Osmansko obdobje
Osvojitev s strani osmanskih Turkov je hitro začela spreminjati etnično sestavo Skopja. Bogastvo, s katerim so upravljale tamkajšnje cerkve, samostani in samo prebivalstvo, je prešlo v roke Turkov. Mesto se je spremenilo v vojaško utrdbo in gradnja več objektov verskega značaja je spremenila arhitekturo mesta. Številne tipične osmanske stavbe so bile zgrajene takoj po osvojitvi. Ti objekti so bili zgrajeni predvsem za muslimansko prebivalstvo.
Večje spremembe v arhitekturnem značaju sedanjega Stare čaršije so se zgodile med guvernerstvom Išak Bega in njegovega sina Isa Bega. Išak Beg je začel graditi mošejo sultana Murata II., ki je bila dokončana leta 1436. Leta 1438 se je začela gradnja mošeje Išak Bega in mavzoleja, kjer je bil Išak Beg pokopan. Po njegovi smrti je njegov sin in naslednik Isa Beg zgradil številne stavbe na današnji Stari čaršiji. Te stavbe, zgrajene med letoma 1445 in 1469, so bile nepogrešljive za gospodarski razvoj mesta. Tako je v tem času Skopje dobilo nove stavbe, kot sta Bezistan in Čifte Hamam. Po smrti Isa Bega je bila v skladu z njegovo oporoko zgrajena Isa begova mošeja (1475) in kasneje Hadži-kasamova mošeja (1489–1490) in mošeja Mustafe paše (1492).
V obdobju od 1489 do 1497 je Daut Paša, veliki vezir Vzhodne Rumelije, investiral v gradnjo več stavb na čaršiji, med katerimi je najbolj znan Dauta Paše Hamam. Hkrati so bili zgrajeni imareti, tj. javne hiše, kjer so pripravljali in stregli hrano brezdomcem in popotnikom, ki so ostali v mestu.
V 16. in 17. stoletju je čaršija dosegla svoj urbani in gospodarski vrhunec ter se razvila v eno največjih orientalskih tržnic na Balkanu. Pospešen razvoj trgovine ter gradnja novih trgovin in objektov se je nadaljevala še naprej. Leta 1504 je Yahya Paša v bližini bazarja zgradil Yahya Paša mošejo, ki je še danes ohranjena. Gostišče Kuršumli Han je bilo zgrajeno sredi stoletja, leta 1543 pa se je začela gradnja cerkve Jezusovega vnebohoda, ki je bila prvi krščanski projekt, ki je bil odobren v osmanskem obdobju v Skopju. Močan potres, ki je leta 1555 prizadel Skopje, je povzročil ogromno škodo na čaršiji, vendar si je mesto kmalu opomoglo in nadaljevalo neoviran razvoj trgovine. V tem času je večina trgovanja potekala zahvaljujoč vplivni judovski koloniji, druge kolonije pa so nastale kot kolonije dubrovniških trgovcev.

### Sodobnost

#### Jugoslavija
Znotraj Stare čaršije so ohranjene pomembne stavbe iz osmanskega obdobja. Stavbe so bile podvržene spremembam v svoji družbeni, verski in kulturni rabi, kot so mošeje, ki so bile povezane z medresami, karavansariji, knjižnicami, vodnimi fontanami in pogrebnimi sobami. Po potresu leta 1963 so si urbanisti prizadevali za muzeifikacijo območja in ga rezervirali predvsem za tuje obiskovalce, ideološki razlogi za to pa so temeljili na jugoslovanskem socializmu in njegovem razumevanju sekularizma in modernosti.

#### Neodvisna Makedonija
Nekaj mesecev po medetničnem konfliktu leta 2001 so bili Makedonci previdni in oklevali, da bi se sprehajali po Stari čaršiji, saj je bil kraj povezan s kriminalom, nečistostjo in Albanci.
Od leta 2005 naprej je občina Čair začrtala vizijo za zgodovinsko jedro glavnega mesta in izvajala politike, ki so spodbujale oživitev Stare čaršije v nekdanji osmanski državi s posebnimi mejami za območje. Njegove pobude vključujejo prenovo zgodovinske arhitekture območja, otvoritev festivala jazza, odprtje Hiše esnafa (poklicnih cehov iz osmanskega obdobja) in rezervacijo dvorane za umetnost in glasbo. Urbanisti Čaira, večinoma Albanci, vidijo Staro čaršijo kot značilno po osmanski dediščini in identiteti, ki so jo zanemarili ali uničili arhitekti iz jugoslovanskega in postjugoslovanskega obdobja. Lokalna turška skupnost Skopja je pomembno prispevala k zgodovini Stare čaršije in podprla pobude za prenovo zgodovinskega jedra Skopja, povezanega z osmanskim obdobjem. Zaradi petstoletne osmanske vladavine je Stara čaršija še vedno polna ohranjenih stavb v osmanskem slogu, ozkih tlakovanih poti, številnih mošej in majhnih obrtniških trgovin Stara čaršija je potovalna destinacija za turiste iz tujine.

#### Javno mnenje
Med Albanci in Makedonci obstajajo različni pogledi na zgodovino Stare čaršije, ki temeljijo na skupnostnih izkušnjah prostora. Za lokalne Albance je jugoslovansko obdobje in njegovo socialistično razumevanje arhitekturnega modernizma povzročilo zanemarjanje in neuspeh pri ustrezni obnovi otomanske verske dediščine na tem območju. Turizem je obstajal in območje je imelo gospodarsko korist vse do jugoslovanske finančne krize v 1980-ih. Po osamosvojitvi leta 1991 je politična elita na oblasti ubrala nacionalistično pot in ker se Stara čaršija dojema kot albanski, so mu dovolili propad. Pobuda za obnovo starega kamnitega mostu v 1990-ih je preprečila ljudem prečkanje strukture, kar je povzročilo negativne gospodarske učinke za številne obrtnike Stare čaršije. Po konfliktu leta 2001 in procesu ponovnega risanja občinskih meja leta 2004 je Stara čaršija v ozadju omejenih državnih sredstev ponovno zacvetela zaradi proaktivnega župana, občinskih ukrepov in pobud, ki so privedle do novega urbanega razvoja.
Za lokalne Makedonce je bil Stara čaršija v 1960-ih delaven, živahen, neurejen in večetničen kraj, kjer so Makedonci, Albanci, Turki in Romi živeli, trgovali in delali drug ob drugem. V obdobju dvajsetih do tridesetih let je območje doživelo demografsko spremembo albanizacije, ki se je odrazila v uporabi latinice in albanske pisave v trgovinah Stare čaršije. V začetku 1990-ih so Staro čaršijo povezovali z albanskim kriminalom in črnim trgom. Proti koncu desetletja je bil Stara čaršija še vedno priljubljeno mesto za druženje s prijatelji makedonske mladine. Zgodovinsko jedro Skopja je veljalo za bolj estetsko prijetno za razliko od južne polovice prestolnice s stavbami iz socialističnega obdobja. Obstajalo je veliko kavarn in restavracij, ki so jih obiskovali redki tujci, ki so delali v Makedoniji. Konflikt leta 2001 je bil prelomnica, ko so Makedonci Staro čaršijo zapustili na desnem bregu reke Vardar, zlasti potem, ko so se na tem območju odprle nove restavracije in bari. Po teh preobrazbah je Stara čaršija dobila albanski značaj.

## Znamenitosti

### Bezistan
Skopski bezistan, pokrita tržnica, je v 15. stoletju zgradil Gazi Išak Beg, sultanov skopski regent. Leta 1689 jo je uničil požar in je bila pozneje obnovljena. Bezistan je od prenove leta 1899 videti enak.

### Stolpna ura
Stolp z uro v Skopju, zgrajen v 16. stoletju na temeljih starejše stavbe, stoji severno od mošeje sultana Murada. Prvotno je bil zgrajen iz lesa, leta 1902 pa je bil vrh zamenjan z opeko.
Šesterokotni stolp je bil med potresom leta 1963 močno poškodovan. Kmalu je bil v celoti popravljena.

### Čifte hamam
Čifte hamam (turško dvojna kopel), ki je v središču Stare čaršije, je bil zgrajen v 15. stoletju pod Isa Begom. Stavba je razdeljena na dve krili (od tod tudi ime "dvojno"): eno za moške in eno za ženske. Postavitev obeh odsekov je skoraj enaka.
Hamam Čifte je bil do leta 1915 uporabljen kot kopališče. Po poškodbah v potresu leta 1963 so ga popravili in od takrat je v njem Galerija sodobne umetnosti.

### Dauta paše hamam
Daut paša, veliki vezir Vzhodne Rumelije, je zgradil ta hamam v 15. stoletju. Stavba je sestavljena iz petnajstih prostorov, ki jih pokriva trinajst kupol. Dve največji kupoli sta prekrivali dve garderobi, ostale kupole pa so pokrivale posamezna kopališča.
Od leta 1948 je v hamamu Narodna umetniška galerija.

### Isa begova mošeja
Ta mošeja, ki je na obrobju čaršije, je bila zgrajena kot spomenik Isa Begu po njegovi smrti. Mošeja ima dve dominantni kupoli in pet manjših nad verando.

### Mošeja Išaka Bega
Mošeja Išaka Bega, znana tudi kot okrašena (Aladža) mošeja zaradi cvetličnih okraskov, napisov in barvnih ploščic na njenih stenah, je bila zgrajena leta 1438 v severnem delu Stare čaršije. Minaret mošeje se dviga 30 metrov. Za mošejo je türbe. V tej mošeji je bila ena prvih islamskih knjižnic v Evropi.

### Skopska trdnjava
Stoji na najvišjem hribu v Skopju, s pogledom na mesto in reko, območje, na katerem je bila zgrajena trdnjava, je bilo po arheoloških najdbah prvič poseljeno v prazgodovini.
Večina raziskovalcev meni, da je bila trdnjava prvič zgrajena v 11. stoletju.

### Kapan Han
Eden od treh preostalih karavanserajev na Stari čaršiji, Kapan Han, je bil zgrajen v 15. stoletju. Zgraditi ga je dal bosanski general Isa-beg Isaković, vladar Skopskega Krajišta, da bi zagotovil reden vir dohodka za svojo darovnico (vakuf). Ime hana izhaja iz arabske besede kabban, ki je pomenila napravo za merjenje teže prodanega blaga na vhodu v han.
Kapan Han ima površino 1086 m². Stavba ima dva vhoda, pritličje in drugo nadstropje. Na voljo je bilo 44 sob za goste in trgovce s prikolicami. Na vzhodni strani hana je bil prostor za konje.

### Kuršumli Han
Največji od treh preostalih karavanserajev, Kuršumli Han (turško za Svinčeno gostišče), je zgradil Musein Odza, sin znanstvenika na dvoru sultana Selima II., v 16. stoletju.
Streha gostilšča je bila nekoč pokrita s svincem (od tod tudi ime), vendar so jo med prvo svetovno vojno odstranili. Kuršumli han ima tudi več majhnih piramidastih kupol. Stavba ima pritličje, v katerem so bili prostori za skladišča in živali (prostora je bilo za 100 konj) in prvo nadstropje, v katerem so bili gosti.
Priložena mošeja, zgrajena v 17. stoletju, in večina hamama, zgrajenega v 15. stoletju, sta bila uničena v potresu leta 1963.
Danes je v nekdanjem hanu zbirka kipov Muzeja Republike Severne Makedonije.

### Mošeja Mustafa Paše
Mošeja Mustafe Paše, ki jo je leta 1492 zgradil Mustafa Paša na starejšem krščanskem mestu , stoji nad Staro čaršijo, blizu trdnjave Kale. Kompleks, ki velja za eno najelegantnejših islamskih stavb v Makedoniji, vključuje mošejo, grobnico Mustafe Paše, sarkofag ene od njegovih hčera, vodnjak in ostanke drugih stavb.
Mošeja je kvadratne oblike in njena največja kupola ima premer 16 metrov. Veranda je postavljena na štirih marmornatih stebrih, okrašenih s kapniki in pokritih s tremi majhnimi kupolami. Notranjost je okrašena in vključuje kaligrafske napise. Minaret mošeje Mustafe Paše, ki se dviga 42 metrov , je iz apnenca.
Mustafa paša je pokopan v šesterokotni marmorni türbi, ki jo pokriva kupola nad kratkim osemstranim tamburjem. Umi, ena od njegovih štirih hčera, je pokopana v okrašenem sarkofagu, ki vključuje perzijske napise na dveh od štirih sten. Dvorišče mošeje je polno vrtnic in zaradi svoje dvignjene lege ponuja izrazit pogled na Staro čaršijo.

### Cerkev sv. Odrešenja
Zgrajena v 19. stoletju na temeljih starejše cerkve  je bila polovica cerkve zgrajena pod zemljo, saj je bilo pod osmansko vladavino nezakonito, da so krščanske stavbe višje od islamskih, da bi mošeje lahko prevladovale nad mestom. Današnjo podobo je cerkev dobila v 19. stoletju.
Cerkveni ikonostas je bil izrezljan v lesu in je dolg 10 metrov, visok od 4,5 do 7 metrov.
Revolucionar Goce Delčev je pokopan v belem kamnitem sarkofagu na dvorišču cerkve.

### Kamniti most
Kamniti most čez reko Vardar povezuje Staro čaršijo z Makedonskim trgom v novem delu mesta. Most, zgrajen v 15. stoletju pod sultanom Muradom, je bil zgrajen iz kamnitih blokov, kot pove že njegovo ime, kar mu je pomagalo preživeti požare in potrese, ki jih je doživelo Skopje. Kamniti most ima enako podobo že od prve postavitve.
Most ima 12 polkrožnih lokov in je dolg 214 metrov. Med osmansko vladavino so na Kamnitem mostu izvedli neštete usmrtitve.

### Suli Han
Suli Han je bil zgrajen pod Išak Begom v 15. stoletju. Ima dve nadstropji, v zgornjem je 54 sob za goste, v spodnjem pa prostor za živino gostov. Po hudi škodi med potresom leta 1963 je bil v celoti popravljen.
Danes sta v hanu skopska Akademija za umetnost in Muzej Stare čaršije.

### Mošeja sultana Murata II.
Sultan Murat II. je zgradil to mošejo leta 1463, južno od mesta, kjer naj bi zgradili stolp z uro. Mošeja je zaradi požarov in potresov, ki jih je utrpelo Skopje, ostala večinoma nepoškodovana.
Mošeja je pravokotne oblike, z verando, ki vključuje štiri stebre z okrašenimi kapiteli, ki so povezani z arkadami.

### Bit Pazar
Bit Pazar je del širšega območja Stare čaršije. Največji trg v Skopju, Bit Pazar, je poleg Stare čaršije in je ohranil svoje večetnično in večjezično okolje, kjer podeželski ljudje prihajajo prodajat kmetijske pridelke, domačini pa poslujejo. Med letoma 2007 in 2008 so bila zgrajena vrata, imenovana Osmanska vrata, ki so ločila Čaršijo in povečala njeno individualnost od Bit Pazarja.

### Skenderbegov trg
Obstoječi kip Skenderbega, pomembne zgodovinske osebnosti za etnične Albance, je glavni element trga, ki nosi njegovo ime in je na vhodu v Staro čaršijo. Skupni stroški trga so ocenjeni na približno 10 milijonov evrov in je bil dokončan leta 2018. Trg pokriva 28.000 m2 in se razteza od Makedonske filharmonije in Makedonske opere do Stare čaršije. Zaradi gradnje je bil del trga zgrajen na vrhu bulvarja Goce Delčev. Poleg veliko odprtega prostora trg vsebuje amfiteater, vodnjak in podzemno parkirišče.

## Galerija
- Skopska trdnjava
- Türbe v mošeji Išak Bega
- Ulica na starem bazarju
- Pogled na Dauta Paše Hamam
- Stara šola
- Stolp z uro Stare čaršije
- Ulica na starem bazarju
- Mošeja Mustafa Paše
- Kamniti most
- Urni stolp cerkve sv. Dimitrija
- Goce Delčeva grob pri Sv. Spasu
- Mošeja Isa Bega
- Pogled iz Stare čaršije
- Osmanska vrata, ki ločujejo Staro čaršijo (sever) in Bit Pazar (jug)